# 不可思議探偵団
『不可思議探偵団』（ふかしぎたんていだん）は、日本テレビ系列で2010年4月12日から2011年9月12日まで月曜19:00 - 19:56（『1900』月曜枠）に放送されたバラエティ番組。2009年11月7日に『サタデーバリューフィーバー』枠で単発番組として放送され、好評だったことからレギュラー化された。ステレオ放送・ハイビジョン制作を実施。

## 概要
都内某所の事務所で人知れず活動している「不可思議探偵団」が世界中の「不可思議現象」を解明する。
取り扱われる「不可思議」の題材は、一般に知られていない秘境・絶景・パワースポット、超高級ブランド品の売り場やメーカー・航空会社の司令部などへの潜入・紹介などの他、都市伝説や怪談の紹介・先端医療技術の紹介など多岐に渡る。
番組内では哀川翔が「ボス」と呼ばれ、レギュラーメンバーが上記の「不可思議」の存在する場所にロケに出向き、スタジオでその様子を紹介するというスタイルが取られている。
2011年9月12日をもって終了した。最終回では「開かずの金庫Final」を放送した後、哀川ボスから「重大発表」として「不可思議探偵団」の解散を発表して締め括った。2011年10月より放送される新番組『1番ソングSHOW』が『1900』水曜枠で放送されるため、当枠には『宝探しアドベンチャー 謎解きバトルTORE!』が水曜日19時台から枠移動することになった。

## 探偵団メンバー
ボス
- 哀川翔

調査員
- 宮川大輔
- ハリセンボン（箕輪はるか・近藤春菜、2011年4月11日から）
- しずる（村上純・池田一真）
- 中野裕太

調査員（VTR出演）
- 堀田世紀アントニー（マテンロウ） - 鉄砲玉探偵アントニー
- 藤井恒久（日本テレビアナウンサー） - 開かずの金庫のかぎを開けて、中身を調査

秘書
- 森麻季（当時日本テレビアナウンサー）

ゲスト探偵
- 杉村太蔵
- 道端アンジェリカ
- 南明奈
- 佐藤かよ
- 指原莉乃（当時AKB48）
- スザンヌ
- 片瀬那奈
- 瀬戸康史（D-BOYS）
- オードリー（春日俊彰・若林正恭） - 春日は、宮川と洞窟調査に参加
- 平愛梨
- 優木まおみ
- 知念侑李、中島裕翔（Hey! Say! JUMP）
- 冨永愛
- 志田未来
- 成海璃子
- 峯岸みなみ（AKB48）
- 北川景子
- ローラ

### 過去の探偵団メンバー
- YOU（2011年3月7日まで）
- 小森純（2011年3月7日まで）
- ユージ（2011年3月7日まで）

## 鍵師
「開かずの金庫」のコーナーに登場した鍵師。 登場順。
1. 桑名隆（くわな たかし、宇多津町、観音寺市 キーセンターくわな）
2. 清水治三郎（しみず じさぶろう、千葉市稲毛区）
3. 小口裕（おぐち ひろし、姫路市）

## ネット局
| 放送対象地域   | 放送局                                     | 系列                           | 放送曜日・時間    |
| -------------- | ------------------------------------------ | ------------------------------ | ----------------- |
| 関東広域圏     | 日本テレビ（NTV） 『不可思議探偵団』制作局 | 日本テレビ系列                 | 月曜19:00 - 19:56 |
| 北海道         | 札幌テレビ（STV）                          | 日本テレビ系列                 | 月曜19:00 - 19:56 |
| 青森県         | 青森放送（RAB）                            | 日本テレビ系列                 | 月曜19:00 - 19:56 |
| 岩手県         | テレビ岩手（TVI）                          | 日本テレビ系列                 | 月曜19:00 - 19:56 |
| 宮城県         | ミヤギテレビ（MMT）                        | 日本テレビ系列                 | 月曜19:00 - 19:56 |
| 秋田県         | 秋田放送（ABS）                            | 日本テレビ系列                 | 月曜19:00 - 19:56 |
| 山形県         | 山形放送（YBC）                            | 日本テレビ系列                 | 月曜19:00 - 19:56 |
| 福島県         | 福島中央テレビ（FCT）                      | 日本テレビ系列                 | 月曜19:00 - 19:56 |
| 山梨県         | 山梨放送（YBS）                            | 日本テレビ系列                 | 月曜19:00 - 19:56 |
| 新潟県         | テレビ新潟（TeNY）                         | 日本テレビ系列                 | 月曜19:00 - 19:56 |
| 長野県         | テレビ信州（TSB）                          | 日本テレビ系列                 | 月曜19:00 - 19:56 |
| 静岡県         | 静岡第一テレビ（SDT）                      | 日本テレビ系列                 | 月曜19:00 - 19:56 |
| 富山県         | 北日本放送（KNB）                          | 日本テレビ系列                 | 月曜19:00 - 19:56 |
| 石川県         | テレビ金沢（KTK）                          | 日本テレビ系列                 | 月曜19:00 - 19:56 |
| 福井県         | 福井放送（FBC）                            | 日本テレビ系列                 | 月曜19:00 - 19:56 |
| 中京広域圏     | 中京テレビ（CTV）                          | 日本テレビ系列                 | 月曜19:00 - 19:56 |
| 近畿広域圏     | 読売テレビ（ytv）                          | 日本テレビ系列                 | 月曜19:00 - 19:56 |
| 鳥取県・島根県 | 日本海テレビ（NKT）                        | 日本テレビ系列                 | 月曜19:00 - 19:56 |
| 広島県         | 広島テレビ（HTV）                          | 日本テレビ系列                 | 月曜19:00 - 19:56 |
| 山口県         | 山口放送（KRY）                            | 日本テレビ系列                 | 月曜19:00 - 19:56 |
| 徳島県         | 四国放送（JRT）                            | 日本テレビ系列                 | 月曜19:00 - 19:56 |
| 香川県・岡山県 | 西日本放送（RNC）                          | 日本テレビ系列                 | 月曜19:00 - 19:56 |
| 愛媛県         | 南海放送（RNB）                            | 日本テレビ系列                 | 月曜19:00 - 19:56 |
| 高知県         | 高知放送（RKC）                            | 日本テレビ系列                 | 月曜19:00 - 19:56 |
| 福岡県         | 福岡放送（FBS）                            | 日本テレビ系列                 | 月曜19:00 - 19:56 |
| 長崎県         | 長崎国際テレビ（NIB）                      | 日本テレビ系列                 | 月曜19:00 - 19:56 |
| 熊本県         | くまもと県民テレビ（KKT）                  | 日本テレビ系列                 | 月曜19:00 - 19:56 |
| 鹿児島県       | 鹿児島読売テレビ（KYT）                    | 日本テレビ系列                 | 月曜19:00 - 19:56 |
| 大分県         | テレビ大分（TOS）                          | 日本テレビ系列／フジテレビ系列 | 月曜14:05 - 14:59 |
| 沖縄県         | 琉球放送（RBC）                            | TBS系列                        | 金曜13:55 - 14:55 |

- 2時間スペシャルはテレビ大分（TOS）・テレビ宮崎（UMK）でも同時ネットとなる。

## スタッフ
- ナレーション：松田洋治、あおい洋一郎（途中から）、川名真知子
- 構成：町山広美（以前は、ブレーン）／アサダアツシ、根本ノンジ、樅野太紀、桝本壮志
- TM：江村多加司
- SW：鎌倉和由、蔦佳樹
- カメラ：吉田健治、中村哲也
- 照明：木村弥史
- 音声：中村一男
- VE：佐久間治雄、三山隆浩、笈川太
- VTR：高橋卓、三崎美貴、石山実
- TK：山沢啓子
- 美術：高津光一郎
- デザイン：熊崎真知子
- 装置：吉田浩
- スタイリスト：杉本誠子
- 美術協力：日テレアート
- 編集：木村有宏
- MA：阿世知貴彦、伊藤慎吾
- 音効：中村由紀
- バーチャルセット：大竹栄子
- バーチャルデザイン：中村桂子
- ロケ技術：E.A.T
- キャラクターデザイン：石橋加奈子
- CG：DRAGON POOH
- オープニングCG：森三平
- リサーチ：フォーミュレーション、フルタイム
- 編成：高谷和男、中村圭吾
- 広報：永井晶子
- デスク：岡田真美
- AD：高橋毅、一楽千恵、加藤和恵、川島佳子、三浦徹也、柳祐輔、大竹正裕、岩下啓介、柄本昌太、塩狩優、島康展、宗形明日香、松村壮大、渡邉佳子、三田宗一、中村真美、田邉良樹、横山琢磨
- 制作進行：河野安治
- CO-プロデューサー：佐藤友美、小川典子、伊藤実枝子、近田雅美、工藤江美子、小黒みやこ、伊藤真和
- ディレクター：箙英明、山井貴超、内山潔、村井伸一、合田伊知郎、花岡圭一郎、大場剛、芝崎孝雄、倉田敬之、山田大樹、庄司直美、藤村潤、藤山志歩、森山琢哉、山口耕平、加藤健太、首藤光典、西崎修一、満冨洋隆、若林公、鈴木圭介、永井ひとみ
- 演出：柳川剛、水口智就、田辺昌邦、高木悟、五歩一勇治、小田玲奈
- 企画演出：橋本和明
- プロデューサー：瀬戸口正克／江尻直孝、国部有紀（以前は、CO-プロデューサー）、田中淳一、三浦佳憲
- チーフプロデューサー：面高直子
- 制作協力：日企、極東電視台、ZION
- 制作：AX-ON
- 製作著作：日本テレビ

### 過去のスタッフ
- 構成：鈴木三世、緋瑠川希、藤井ヤスヒロ、カツオ
- 企画ブレーン：香川春太郎
- スタイリスト：竹内裕子
- 編成：越部憲洋、田中裕樹、松隈美和、鯉渕友康
- 広報：立?典子
- AD：白坂亮介、大川裕紀、渡邉麗那
- CO-プロデューサー：高橋正子
- 演出：佐々木英敏
- プロデューサー：遠藤正累／中村昌哉、服部紳一、鈴木希己江、平井秀和
- チーフディレクター：加藤幸二郎（以前は、プロデューサー→チーフクリエイター）
- 監修：吉川圭三
- チーフプロデューサー：古野千秋、中村英明
- 制作協力：SION